# IC 2707
IC 2707 ist eine Galaxie vom Hubble-Typ S? im Sternbild Löwe auf der Ekliptik. Sie ist schätzungsweise 1 Milliarde Lichtjahre von der Milchstraße entfernt und hat einen Durchmesser von etwa 125.000 Lichtjahren.

Im selben Himmelsareal befinden sich u. a. die Galaxien IC 2676, IC 2680, IC 2702, IC 2712.
Das Objekt wurde am 27. März 1906 von Max Wolf entdeckt.